# 陳位
陳位（1500年—？），字汝靖，號心齋，福建省興化府莆田縣人，民籍。

## 生平
十二月初四日生，行一，治《書經》，由縣學附學生中式嘉靖十年（1531年）辛卯科福建鄉試第四十八名舉人，年三十三歲中式嘉靖十一年（1532年）壬辰科會試第二百六十二名，第三甲第五十一名進士。觀吏部政，授廣東揭陽縣知縣，陞戶部主事、員外、署郎中，二十三年（1544年）十一月升四川按察司僉事。

## 家族
曾祖陳孔珣，封刑部員外郎；祖陳懋源，刑部郎中；父陳大武；母朱氏。具慶下，妻林氏，弟仕；儒。